# Chrysobothris cuprifrons
Chrysobothris cuprifrons es una especie de escarabajo del género Chrysobothris, familia Buprestidae. Fue descrita científicamente por Fisher en 1925.